# サン・テルモ (船)

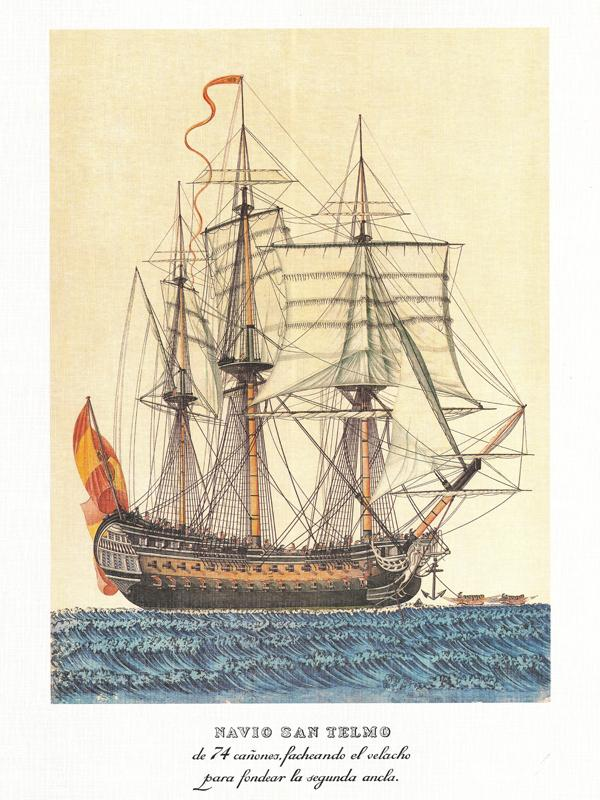
サン・テルモ

サン・テルモ（San Telmo）は、スペインの砲74門を搭載した戦列艦。1788年に進水した。
1819年、Rosendo Porlier艦長が指揮するサン・テルモは、スペイン領アメリカでの独立運動と戦っている植民地軍の増援としてカヤオ（ペルー）に向かっていたスペイン艦隊の旗艦であった。1819年9月2日、サン・テルモはホーン岬の南のドレーク海峡で、悪天候により損傷し沈没した。
乗っていた644名が死亡し、南極大陸で死んだ最初の人となった。船の残骸の一部は、リヴィングストン島に最初に到達したアザラシ猟師達によって数ヵ月後に発見された。もし、サン・テルモに乗っていた人が上陸していれば、その人達は南極大陸に到達した最初の人間といえるだろう。